# Сосновая полёвка
Сосновая полёвка (лат. Microtus pinetorum) — небольшая полёвка, распространённая в восточной Северной Америке.

## Внешний вид
Длина головы и тела сосновой полёвки колеблется между 83—121 мм вместе с хвостом длиной 13—38 мм. Её вес колеблется между 14—37 г. Окраска меха на спине светло- или тёмно-коричневая, а брюшко беловатое или серебристое. Глаза, внешние уши и хвост уменьшены для приспособления к частично подземному образу жизни полёвки.

## Экология
Сосновая полёвка живёт на протяжении всех восточных Соединённых Штатов, доходя до Небраски, Канзаса, Оклахомы и Техаса. Сосновые полёвки населяют лиственные леса, сухие поля и яблоневые сады. Они предпочитают лесистые пространства с высокой вертикальной растительной стратификацией, вечнозелёные кустарники, напочвенный покров, старые поваленные брёвна. Лиственные леса с влажными рыхлыми почвами подходят для рытья нор, и полёвки наиболее изобилуют в такой среде. Однако, они также встречаются в других средах обитания, от сухих полей до границ береговых заливов. Ещё одной их излюбленной средой обитания являются яблоневые сады. Корневые системы деревьев — важный источник пищи для полёвки, и таким образом интервал между деревьями влияет на плотность популяции полёвки.
Полёвки предпочитают жить в почвах от суглинистых или торфяных мховых сочетаний до гравийных или каменистых почв, но не в очень сухих почвах. Среди типов почв серые лесные почвы и краснозёмы особенно предпочитаемы из-за благоприятствия для системы рытья нор полёвки. Полёвки питаются как корнями, так и стволовой системой и побегами растений, а также фруктами, семенами, корой, подземными грибами и насекомыми. Из-за того что они питаются корнями и клубнями полёвкам не требуется пить много воды. Полёвки запасают еду, главным образом в течение зимы. Большую часть времени полёвки проводят под землёй в системах своих нор, и нечасто отваживаются выйти на поверхность. Так они оказываются в безопасности от сов и орлов. В число других хищников, охотящихся на полёвок, входят змеи. Полёвки также восприимчивы к эктопаразитам, таким как вши, мухи и клещи.

## Общественное поведение и размножение
Сосновые полёвки живут семейными группами в системах нор на участке около 40—45 см. В норы не пускаются чужаки, однако семейной группе обычно не требуется защищать свои норы, так как другие полёвки обычно в них не вторгаются. Размер и местонахождение участка обитания и рассредоточение групп ограничены соседствующими семейными группами. Семейная группа состоит из размножающейся самки, размножающегося самца, от одного до четырёх их детёнышей, и иногда нескольких других членов, которые служат помощниками. Помощники — это переселенцы из других групп. Эмиграция из группы встречается редко и зависит от наличия свободных позиций в других группах. Оставаться в группе в качестве неразмножающейся особи выгодно, так как система нор — это значительная инвестиция и ограниченный ресурс.
На севере сезон размножения начинается с марта и заканчивается между ноябрём и январём. На юге сезон размножения продолжается в течение всего года. Для начала течки самка должна почуять химические сигналы самца и войти с ним в физический контакт. Так как самки рассредоточены, и территории колоний почти не пересекаются, полигамия у полёвок редка. Кроме того, размножающаяся самка в семейной группе подавляет размножение самок-помощниц. Самки истово верны своему партнёру и крайне враждебны по отношению к незнакомым самцам. Молодая самка полёвки обычно беременеет в первый раз в возрасте примерно 105 дней, но может забеременеть и в возрасте 77 дней. После спаривания, которое продолжается три дня, у самок развивается вагинальная пробка. Беременность длится 20—24 дней. Самка даёт помёт 1—4 раза в год, по 1—5 детёнышей в каждом помёте. Когда партнёр полёвки умирает, его заменяет неродственная особь. Это приводит к конфликту между выжившим родителем и его отпрысками того же пола за возможности спариться. Новый самец в группе даёт неразмножающейся самке возможность размножаться, однако оставшаяся размножающаяся самка этому препятствует.

## Взаимодействие с человеком
Деятельность сосновых полёвок приводит к высоким экономическим потерям из-за ущерба, который они причиняют яблоневым садам. Ежегодные потери выращивающих яблоки садоводов от кормления полёвки составляют 50 миллионов долларов. Поэтому фермеры видят в полёвке вредителя. Городская среда оказывает незначительное влияние на выбор полёвками ареала обитания.